# The New Classik...And You Don't Stop
《The New Classik...And You Don't Stop》은 대한민국의 가수이자 작곡가인 이현도의 첫 번째 컴필레이션 음반이면서 프로듀서 음반이다. 이 앨범에는 에픽하이, 주석, 조PD, 데프콘, 김진표, 버벌진트, DJ DOC의 이하늘&김창렬, 솔리드의 이준, 신화의 에릭&이민우 등이 참여했다.